# مركبة لجميع التضاريس

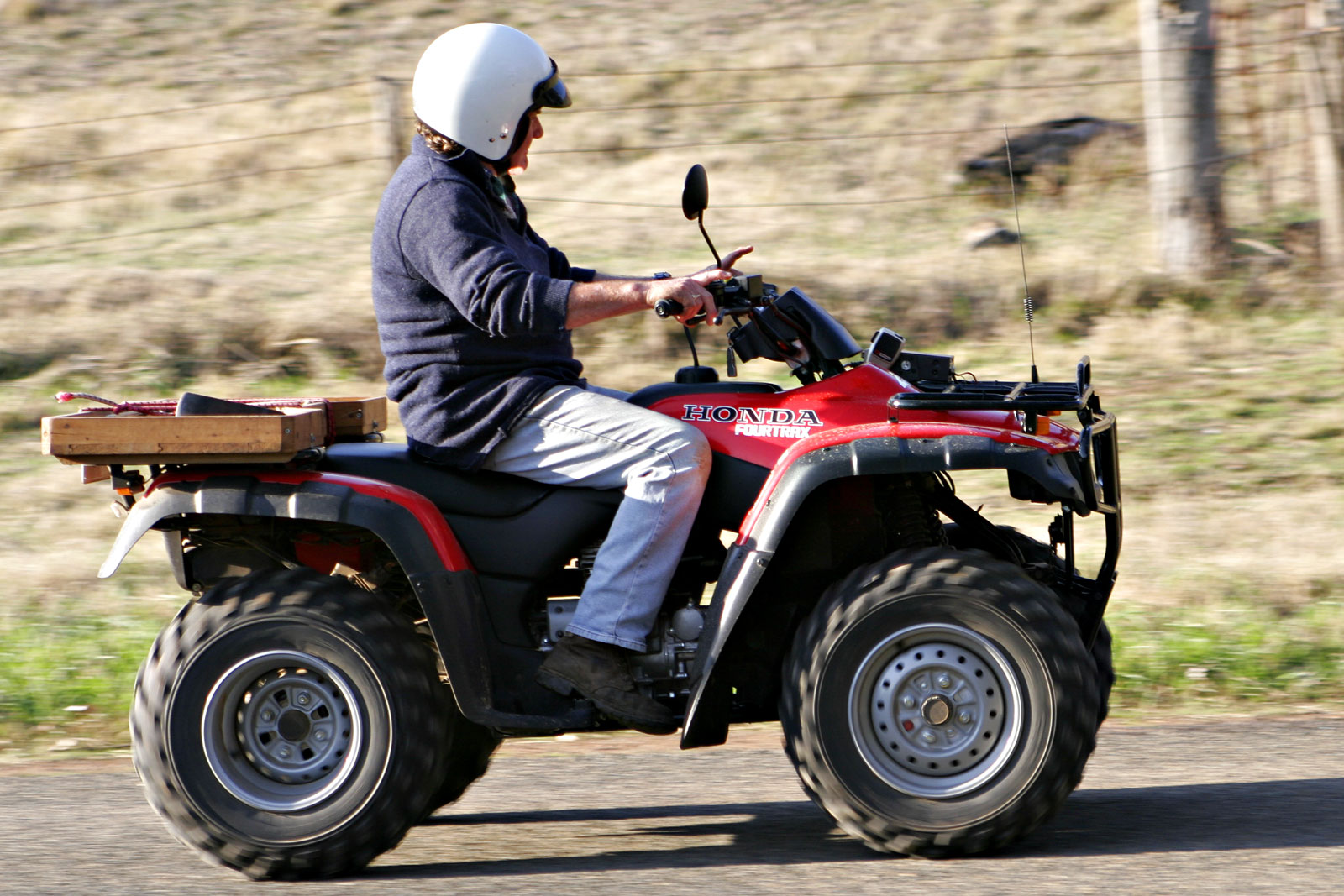
مركبة لجميع التضاريس (ATV). يتم استخدامها على نطاق واسع في الزراعة، بسبب سرعتها وبصماتها الخفيفة.

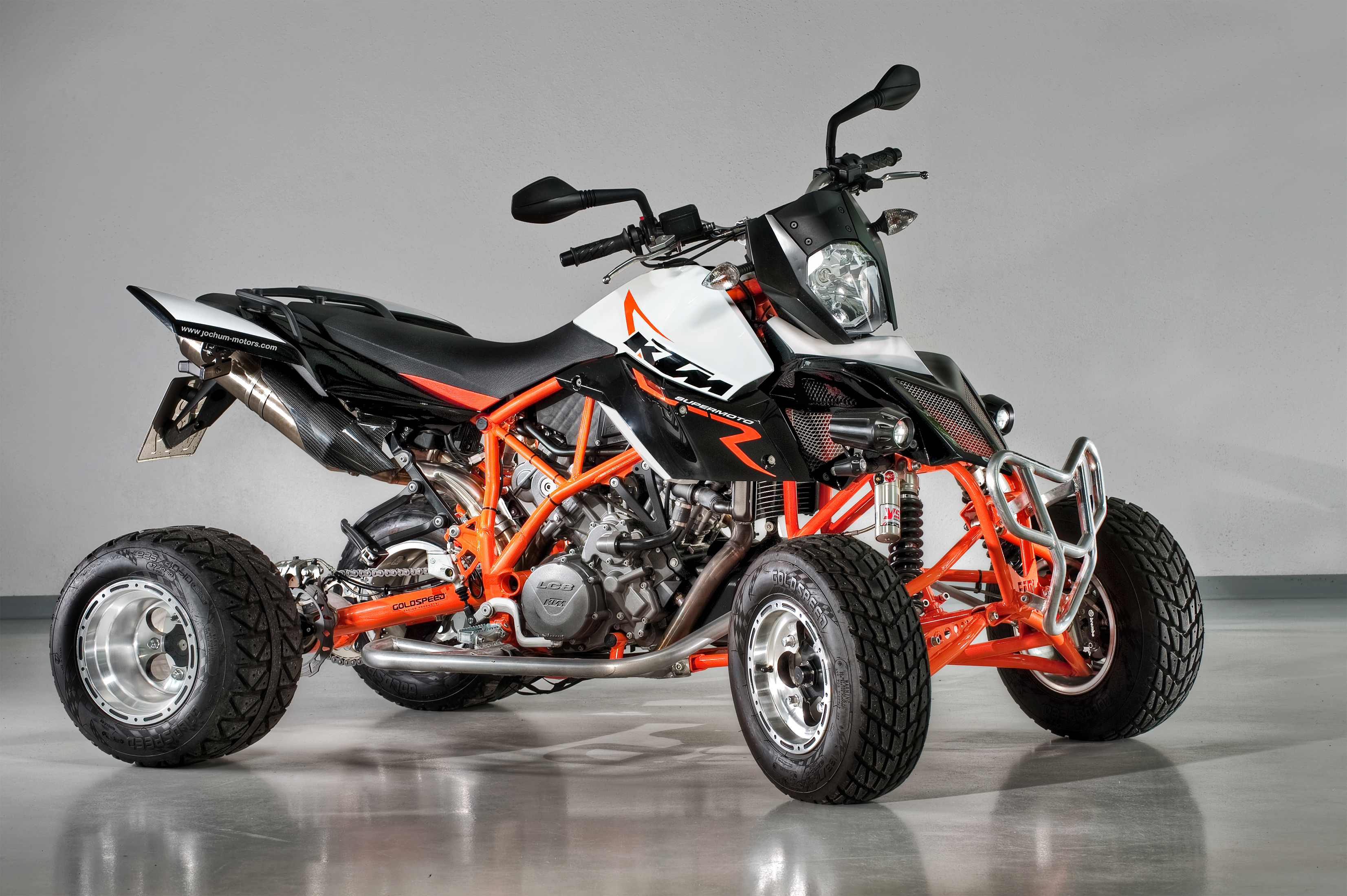
مركبة KTM Quad 990 ATV

مركبة تسير على جميع التضاريس ( ATV )، تُعرف أيضًا باسم الرباعي (دراجة)، أو ثلاث عجلات، أو أربعة مسارات، أو أربع عجلات، أو دراجة رباعية، كما هو محدد من قبل المعهد الوطني الأمريكي للمعايير (ANSI) هي مركبة تسير على إطارات منخفضة الضغط، بمقعد يتم تثبيته بواسطة السائق، جنبًا إلى جنب مع مقود للتحكم والتوجيه. كما يوحي الاسم، فقد تم تصميمها للتعامل مع مجموعة متنوعة من التضاريس أكثر من معظم المركبات الأخرى. على الرغم من أنها تستطيع السير بشكل قانوني على الشوارع في بعض البلدان، إلا أنها ليست قانونية في معظم الولايات والأقاليم والمحافظات في أستراليا أو الولايات المتحدة أو كندا.
حسب تعريف ANSI الحالي، فإن ATVs مخصصة للاستخدام من قبل سائق واحد، على الرغم من أن بعض الشركات طورت ATVs مخصصة للاستخدام من قبل السائق وراكب واحد. في بعض البلدان، لا يُطلب من الراكب ارتداء خوذة ويشار إلى هذه بATVs جنبا إلى جنب.
يجلس السائق على هذه المركبات ويشغلها مثل دراجة نارية، لكن العجلات الإضافية توفر المزيد من الاستقرار بسرعات أبطأ. على الرغم من أن معظمها مجهز بثلاث أو أربع عجلا، توجد نماذج من ست عجلات للتطبيقات المتخصصة. تتراوح أحجام محركات هذه المركبات للبيع حاليًا في الولايات المتحدة، (اعتبارًا من منتجات عام 2008) ما بين 49 إلى 1,000 سنتيمتر مكعب (0.049 إلى 1.000 ل؛ 3.0 إلى 61.0 بوصة3).

## التاريخ

### القرن ال 19
قام Royal Einfield ببناء وبيع أول مركبة رباعية تعمل بالطاقة في عام 1893. كان بها العديد من مكونات الدراجات، بما في ذلك قضبان المقبض.